# Kondor královský
Kondor královský (Sarcoramphus papa) je velký pták, který žije ve Střední a Jižní Americe. Obývá převážně nížinné pralesy a stepi od Mexika po severní Argentinu. Je to jediný přežívající druh rodu Sarcoramphus.

## Popis
Kondor královský se od svých příbuzných liší pestřejším zbarvením, díky čemuž se asi stal kultovním ptákem Mayů. Na pohled převládá bílá barva krycího opeření s šedými až černými letkami a ocasem. Stejnou barvu má také okruží. Hlava a krk jsou holé, s proměnlivou barvou kůže včetně žluté, oranžové, modré, purpurové a červené. Na zobáku je dobře viditelný žlutý masitý výrůstek. Od supa, jemuž se podobá, se odlišuje několika znaky. Nozdry, mezi nimiž není žádná přepážka, jsou umístěny u kořene zobáku. Nohy jsou přizpůsobené k pohybu na zemi. Chybí jim ostré drápy a nemají ani příliš dobrou uchopovací schopnost.

## Způsob života
Kondor královský hnízdí většinou na stromech. Žije v párech nebo rodinných skupinkách. Samice snáší jedno vejce, z něhož se za 53 – 58 dní vyklube mládě.  Rodiče je krmí natrávenou potravou vyvrhovanou z volete. Ve třech měsících již mládě dokáže létat.
Kondor královský je dobrý letec a dokáže celé hodiny kroužit po obloze, přičemž pátrá po potravě. Umožňuje mu to jeho vynikající zrak a dobře vyvinutý čich. Je to mrchožrout, živí se tedy převážně mršinami. V zajetí se dožívá až přes 30 let.

## Chov v zoo
Kondor královský je chován přibližně ve 40 evropských zoo. V Česku se jedná o čtyři zoo:
- Zoo Olomouc
- Zoo Ostrava
- Zoo Plzeň
- Zoo Praha
- Zoo Liberec

Na Slovensku je chován v Zoo Bojnice.

### Chov v Zoo Praha

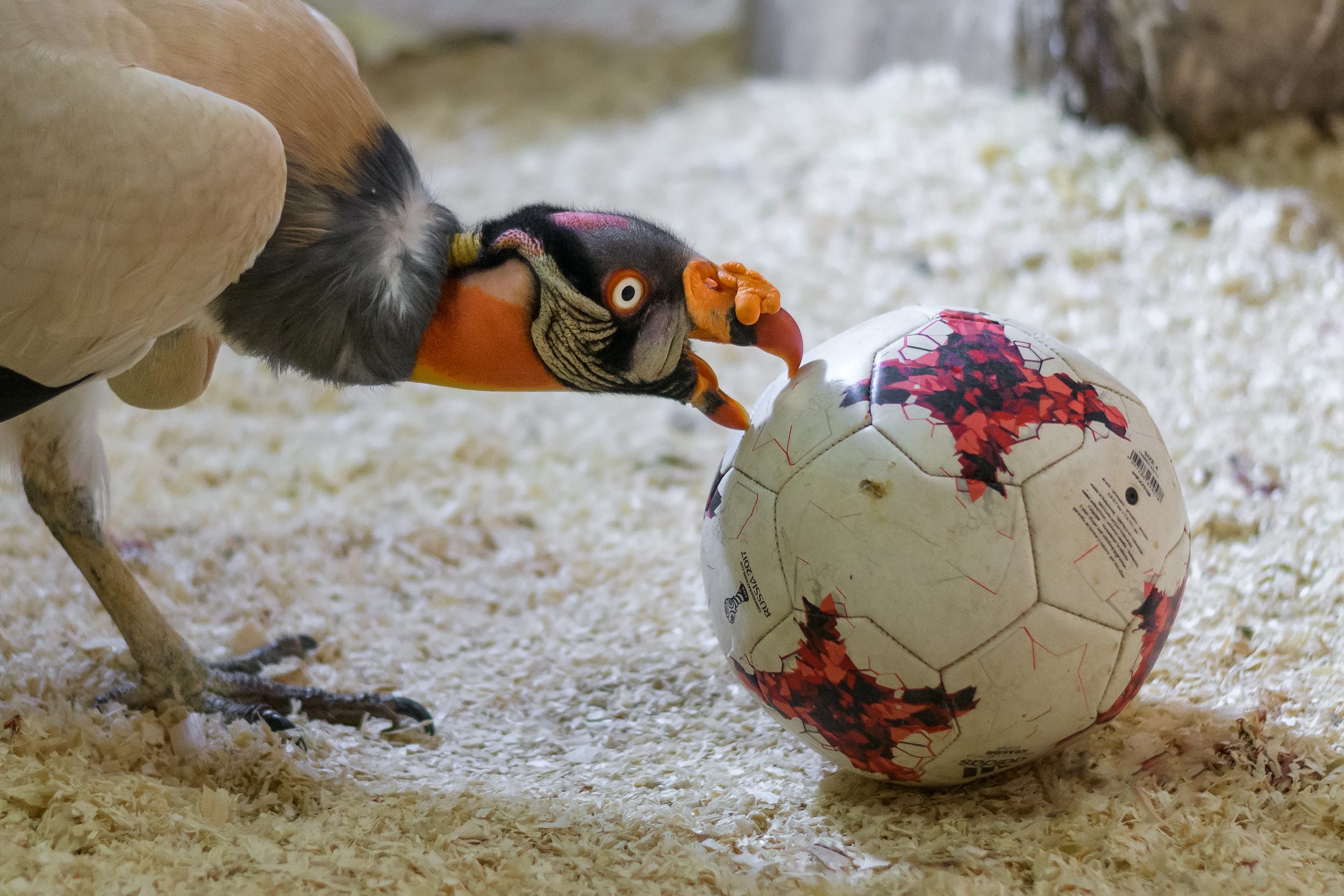
Kondor královský v Zoo Praha

V Zoo Praha byl tento druh prvně chován v letech 1950 až 1954 a 1956 až 1967. Poté následovala dlouhá pauza. K obnovení chovu došlo až v roce 2014. Ke konci let 2017 i 2018 byl chován jeden pár.
V roce 2019 byl kondor královský vybrán jako jeden z druhů reklamně vzdělávací kampaně o enrichmentu nazvané Zvířata v pohodě.
Kondor královský je k vidění v jedné z voliér tzv. ptačího světa v dolní části zoo.